# Xã Leake, Quận Nevada, Arkansas
Xã Leake (tiếng Anh: Leake Township) là một xã thuộc quận Nevada, tiểu bang Arkansas, Hoa Kỳ. Năm 2010, dân số của xã này là 87 người.